# Noorwegen op de Olympische Zomerspelen 1960
Noorwegen nam deel aan de Olympische Zomerspelen 1960 in Rome, Italië. Voor het eerst sinds 1932 werd maar één medaille behaald.

## Medailleoverzicht
| Sport  | Olympiër                       | Discipline      | Medaille |
| ------ | ------------------------------ | --------------- | -------- |
| Zeilen | Peder Lunde Jr. Bjørn Bergvall | flying dutchman | Goud     |

## Deelnemers en resultaten

### Atletiek
| Olympiër           | Discipline         | Resultaat | Prestatie                                                    |
| ------------------ | ------------------ | --------- | ------------------------------------------------------------ |
| Carl Fredrik Bunæs | 100m (m)           | 15e       | serie 1: 2de in 10,7 kwartfinale 2: 5de in 10,5              |
| Carl Fredrik Bunæs | 200m (m)           | 42e       | serie 9: 2de in 21,3 kwartfinale 4: 5de in 21,4              |
| Arne Hamarsland    | 1500m (m)          | 9e        | serie 2: 3de in 3.44,63 finale: 9de in 3.45,0                |
| Jan Gulbrandsen    | 400m horden (m)    | 12e       | serie 2: 1ste in 52,39 halve finale 1: 6de in 52,56          |
| Tor Torgersen      | marathon (m)       | 26e       | 2:27.30                                                      |
| Roar Berthelsen    | verspringen (m)    | 29e       | kwalificatie groep C: 11de met 7,09m                         |
| Stein Haugen       | discuswerpen (m)   | 11e       | kwalificatie groep A: 4de met 52,75m finale: 11de met 53,36m |
| Egil Danielsen     | verspringen (m)    | 17e       | kwalificatie groep A: 8ste met 72,93m                        |
| Terje Pedersen     | verspringen (m)    | 12e       | kwalificatie groep A: 7de met 74,67m                         |
| Willy Rasmussen    | verspringen (m)    | 5e        | kwalificatie groep A: 4de met 77,95m finale: 5de met 78,36m  |
| Sverre Strandli    | kogelslingeren (m) | 11e       | kwalificatie: 9de met 61,41m finale: 11de met 63,05m         |
|                    |                    |           |                                                              |
| Unn Thorvaldsen    | verspringen (v)    | 20e       | kwalificatie: 20ste met 41,99m                               |

### Boksen
| Olympiër     | Discipline | Resultaat | Prestatie                                                                                 |
| ------------ | ---------- | --------- | ----------------------------------------------------------------------------------------- |
| Dagfinn Ness | -60kg (m)  | 9e        | 1ste ronde: vrij 2de ronde: W van ESP Riera: 5-0 3de ronde: V van ARG Laudonio: knock-out |
| Roy Askevold | -71kg (m)  | 17e       | 1ste ronde: V van GBR Fisher: 0-5                                                         |

### Gewichtheffen
| Olympiër   | Discipline | Resultaat | Prestatie                                                                            |
| ---------- | ---------- | --------- | ------------------------------------------------------------------------------------ |
| Arne Lanes | -90kg (m)  | 9e        | drukken: 19de met 115kg trekken: 10de met 120kg stoten: 10de met 155kg totaal: 390kg |

### Kanovaren
| Olympiër              | Discipline    | Resultaat | Prestatie                                                                                                  |
| --------------------- | ------------- | --------- | --- |
| Rolf Olsen            | K-1 1000m (m) | 6e        | serie 1: 4de in 4.08,38 herkansingen: 3de in 4.13,87 halve finale 2: 3de in 4.04,82 finale: 6de in 4.02,31 |
| Arne Ervig Rolf Olsen | K-2 1000m (m) | 13e       | serie 2: 8ste in 3.52,93 herkansingen: 3de halve finale 2: 4de in 3.53,98                                  |

### Roeien
| Olympiër                        | Discipline      | Resultaat | Prestatie                                            |
| ------------------------------- | --------------- | --------- | ---------------------------------------------------- |
| Harald Kråkenes Sverre Kråkenes | dubbel-twee (m) | 11e       | serie 2: 4de in 7.11,04 herkansingen: 2de in 7.02,88 |

### Schermen
| Olympiër    | Discipline | Resultaat | Prestatie |
| ----------- | ---------- | --------- | --- |
| Leif Klette | degen (m)  | 61e       | 1ste ronde groep E: 6de V van ITA Delfino: 2-5 V van EUA Gnaier: 4-5 V van BEL Dehez: 3-5 W van USA Spinella: 5-2 V van FIN Pakarinen: 0-5 |
| Leif Klette | floret (m) | 61e       | 1ste ronde groep C: 6de V van GBR Jay: 2-5 V van SUI Cerrottini: 4-5 W van ROU Mureșanu: 5-4 V van BEL Delhem: 1-5 V van BUL Stavrev: 2-5  |

### Schietsport
| Olympiër         | Discipline                 | Resultaat | Prestatie                                                                                                |
| ---------------- | -------------------------- | --------- | --- |
| Erling Kongshaug | 50m geweer 3 houdingen (m) | 38e       | kwalificatie groep 2: 18de met 545 punten (188-182-175) finale: 38ste met 1104 punten (384-370-350)      |
| Magne Landrø     | 50m geweer 3 houdingen (m) | 39e       | kwalificatie groep 1: 13de met 551 punten (188-187-176) finale: 39ste met 1103 punten (389-365-350)      |
| Erling Kongshaug | 50m geweer liggend (m)     | 22e       | kwalificatie groep 1: 16de met 384 punten (96-96-95-97) finale: 22ste met 580 punten (98-96-98-96-95-97) |
| Magne Landrø     | 50m geweer liggend (m)     | 34e       | kwalificatie groep 2: 6de met 389 punten (96-99-97-97) finale: 34ste met 577 punten (94-98-96-95-97-97)  |
| Kurt Johannessen | 50m pistool (m)            | 26e       | kwalificatie groep 2: 15de met 346 punten (85-86-88-87) finale: 26ste met 531 punten (89-88-98-91-85-89) |
| Nicolaus Zwetnow | 25m snelvuurpistool (m)    | 52e       | 531 punten: (243-288)                                                                                    |
| Hans Aasnæs      | trap (m)                   | 5e        | kwalificatie: 27ste met 87 punten finale: 5de met 185 punten                                             |

### Turnen
| Olympiër     | Discipline               | Resultaat | Prestatie                            |
| ------------ | ------------------------ | --------- | ------------------------------------ |
| Åge Storhaug | brug (m)                 | 37e       | kwalificatie: 37ste met 17,45 punten |
| Åge Storhaug | paard voltige (m)        | 15e       | kwalificatie: 15de met 18,75 punten  |
| Åge Storhaug | rekstok (m)              | 59e       | kwalificatie: 59ste met 18,10 punten |
| Åge Storhaug | ringen (m)               | 59e       | kwalificatie: 59ste met 18,20 punten |
| Åge Storhaug | sprong (m)               | 89e       | kwalificatie: 89ste met 17,55 punten |
| Åge Storhaug | vloer (m)                | 30e       | kwalificatie: 30ste met 18,45 punten |
| Åge Storhaug | individuele meerkamp (m) | 42e       | 109,60 punten                        |

### Wielersport
| Olympiër    | Discipline       | Resultaat | Prestatie |
| ----------- | ---------------- | --------- | --------- |
| Per Digerud | wegwedstrijd (m) | 71e       | 4:31.23   |

### Worstelen
| Olympiër       | Discipline     | Resultaat      | Prestatie |
| Grieks-Romeins | Grieks-Romeins | Grieks-Romeins | Grieks-Romeins |
| -------------- | -------------- | -------------- | --- |
| John Tveiten   | -57kg (m)      | 23e            | 1ste ronde: V van URS Karavayev 2de ronde: V van EUA Tauer: beslissing                                                       |
| Roger Skauen   | -67kg (m)      | 15e            | 1ste ronde: W van AUS Stamulus: beslissing 2de ronde: V van ROU Gheorghe 3de ronde: G van AUT Brötzner                       |
| Harald Barlie  | -73kg (m)      | 15e            | 1ste ronde: W van ESP Cuetos: beslissing 2de ronde: V van URS Hamarnik: beslissing 3de ronde: V van HUN Rizmayer: beslissing |
| Oddvar Barlie  | -79kg (m)      | 10e            | 1ste ronde: G van POL Dubicki 2de ronde: W van AUS Hunt 3de ronde: V van ROU Ţăranu                                          |

### Zeilen
| Olympiër                                            | Discipline      | Resultaat | Prestatie                        |
| --------------------------------------------------- | --------------- | --------- | -------------------------------- |
| Per Jordbakke                                       | finn            | 13e       | 3822 punten: (DNF-16-18-9-9-8-6) |
| Peder Lunde Jr. Bjørn Bergvall                      | flying dutchman | Goud      | 6774 punten: (2-2-10-5-1-3-10)   |
| Øivind Christensen Arild E. Amundsen Otto Svae Carl | drakenklasse    | 4e        | 5403 punten: (19-7-11-16-5-1-1)  |
| Finn Ferner Odd Harsheim Knut Wang                  | 5,5m klasse     | 7e        | 3765 punten: (14-3-10-7-4-13-3)  |

Afghanistan · Argentinië · Australië · Bahama's · België · Bermuda · Birma · Brazilië · Brits-Guiana · Bulgarije · Canada · Ceylon · Chili · Colombia · Cuba · Denemarken · Duits eenheidsteam · Ethiopië · Fiji · Filipijnen · Finland · Frankrijk · Ghana · Griekenland · Groot-Brittannië · Haïti · Hongarije · Hongkong · Ierland · IJsland · India · Indonesië · Irak · Iran · Israël · Italië · Japan · Joegoslavië · Kenia · Libanon · Liberia · Liechtenstein · Luxemburg · Malakka · Malta · Marokko · Mexico · Monaco · Nederland · Nederlandse Antillen · Nieuw-Zeeland · Nigeria · Noorwegen · Oeganda · Oostenrijk · Pakistan · Panama · Peru · Polen · Portugal · Puerto Rico · Roemenië · San Marino · Singapore · Soedan · Sovjet-Unie · Spanje · Suriname · Taiwan · Thailand · Tsjecho-Slowakije · Tunesië · Turkije · Uruguay · Venezuela · Verenigde Arabische Republiek · Verenigde Staten · Vietnam · West-Indische Federatie · Zuid-Afrika · Zuid-Korea · Zuid-Rhodesië · Zweden · Zwitserland